# Brick House
The Brick House è un'abitazione situata a Westbourne Grove, nella zona ovest di Londra, che è stata inclusa nell'elenco per il Premio Stirling 2006 per l'architettura.
È stato progettato dallo studio di architetti Caruso St John Architects e costruito dalla Harris Calnan Construction con l'ingegneria Mendick Waring e l'ingegneria strutturale di Price & Myers.
È stato completato nel maggio 2005.
Questa casa familiare si trova in una zona densamente popolata, su un terreno a forma di testa di cavallo circondato e sovrastato da tre edifici più alti. L'accesso avviene solo attraverso un passaggio che attraversa la facciata di una terrazza vittoriana adiacente.
Gli spazi interni seguono la forma accidentale del terreno, lontani dai tipici modelli delle case londinesi. L'interno è ampio, con angoli che si affacciano su piccoli giardini e stanze intime. La forma esterna è irregolare e dall'interno sembra quasi che le pareti e il tetto si espandano, creando uno spazio ampio e suggestivo, simile a una cappella barocca nascosta nelle strade strette di Roma.
Il progetto doveva contenere non solo restrizioni in altezza, ma era circondato da edifici su tre lati. La soluzione ha coinvolto in parte lo scavo del piano inferiore e l'uso dei lucernari.